# Kutyłowo-Perysie
Kutyłowo-Perysie – wieś sołecka w Polsce, położona w województwie mazowieckim, w Powiecie ostrowskim, w gminie Boguty-Pianki. Leży nad rzeczką Pukawką, dopływem Bugu.
Dawniej wieś i folwark.
Wierni Kościoła rzymskokatolickiego należą do parafii Wszystkich Świętych w Bogutach-Piankach.

## Historia
W I Rzeczypospolitej Perysie należały do ziemi nurskiej.
Pod koniec wieku XIX miejscowość drobnoszlachecka w powiecie ostrowskim, gmina Kamieńczyk Wielki, parafia Boguty. We wsi osad 22 i 203 morgi gruntu.
Pobliski folwark rozległy na 412 morgów, w tym: grunty orne i ogrody – 303, łąki – 53, pastwiska – 40, zarośla – 8, nieużytki i place – 10 morgów. Budynków z drewna 15.
W 1921 r. wymieniono: wieś Kutyłowo-Perysie i folwark Kutyłowo-Perysie. Naliczono tu łącznie 32 budynki z przeznaczeniem mieszkalnym (w tym 1 niezamieszkany), 196 mieszkańców (96 mężczyzn i 100 kobiet). Wszyscy podali narodowość polską. Wyznanie mojżeszowe zgłosiło 13 osób.
Posiadłość ziemską w okresie międzywojennym posiadał tu Łucja Złotowski (55 mórg).
Miejscowość należała do parafii rzymskokatolickiej w m. Boguty-Pianki. Podlegała pod Sąd Grodzki w Czyżewie i Okręgowy w Łomży; właściwy urząd pocztowy mieścił się w Bogutach.
W wyniku napaści ZSRR na Polskę we wrześniu 1939 miejscowość znalazła się pod okupacją sowiecką. Od czerwca 1941 roku pod okupacją niemiecką. Od 22 lipca 1941 do 1945 włączona w skład Landkreis Lomscha, Bezirk Bialystok III Rzeszy.
W latach 1954–1959 wieś należała i była siedzibą władz gromady Kutyłowo-Perysie, po jej zniesieniu w gromadzie Drewnowo-Gołyń. W latach 1975–1998 miejscowość administracyjnie należała do województwa łomżyńskiego.

## Obiekty użyteczności publicznej
- sklep wielobranżowy
- Szkoła Podstawowa w Kutyłowie-Perysiach

## Urodzeni w Kutyłowie-Perysiach
- Zygmunt Bujnowski